# 米哈伊盖尔盖
米哈伊盖尔盖，是匈牙利诺格拉德州所辖的一个村。总面积11.06平方公里，总人口592，人口密度53.5人/平方公里（2011年1月1日）。